# Ana Carolina Reston
Ana Carolina Reston Macan (4. juni 1985 – 15. november 2006) var en brasiliansk fotomodel.
Reston blev født ind i en middelklasse-familie i Jundiai, nær São Paulo, i Brasilien. Hun har arbejdet for berømte modelbureauer som Ford, Elite og L'Equipe, i lande som Kina, Tyrkiet, Mexico og Japan. 
Hun vejede kun 40 kilo og havde været indlagt på hospitalet siden 25. oktober 2006 på grund af en nyrefejl forårsaget af anoreksi. Hendes tilstand blev efterhånden forværret og endte i en direkte infektion, som førte til hendes død i en alder af 21.